# Clarence Bitang
Clarence Junior Bitang (Douala, 2 settembre 1992) è un calciatore camerunese, centrocampista dell'Hajer.

## Carriera

### Club
Il 6 febbraio 2018 viene acquistato a titolo definitivo dalla squadra macedone del Vardar.

### Nazionale
Ha partecipato ai Mondiali Under-20 del 2011.
Tra il2017 ed il 2018 ha giocato complessivamente 5 partite con la maglia della nazionale maggiore camerunese.

## Palmarès

### Club

#### Competizioni nazionali
- Thai League 1: 1

Buriram United: 2011
- Thai FA Cup: 2

Buriram United: 2011, 2012
- Thai League Cup: 2

Buriram United: 2011, 2012